# Néstor Colmenares
Pour les articles homonymes, voir Colmenares.
Néstor Colmenares, né le 23 septembre 1987, au Venezuela, est un joueur de basket-ball vénézuélien. Il évolue aux postes d'ailier d'ailier fort.

## Palmarès
- Champion des Amériques 2015
- Champion d'Amérique du Sud 2014, 2016
- FIBA Americas League 2016
- Coupe intercontinentale 2016